# S-F 매거진
《S-F 매거진》(일본어: S-Fマガジン)은 일본의 출판사인 하야카와쇼보(早川書房)가 발행중인 SF 전문 월간지이며, 매달 25일 발매했지만 2015년 4월호부터 격월간지가 되었다. 보통은 S와 F 사이의 하이픈을 빼고 《SF 매거진》이라고 표기된다.
1959년 12월, 미국의 SF와 판타지의 전문지 「판타지 앤드 사이언스 픽션」잡지와 제휴하여 창간되었다. 후쿠시마 마사미가 초대 편집장을 지냈고 하야카와쇼보의 'SF문고(SF文庫)'와 더불어 1960년대에서 1970년대에 걸친 일본 SF의 황금기를 일궈내는 원동력이 되었다.

## 주요 집필 작가
- 호시 신이치
- 쓰쓰이 야스타카
- 테즈카 오사무
- 후지코 F. 후지오

## 같이 보기
- 일본 SF